# Polisen som vägrade svara
Polisen som vägrade svara är en svensk TV-serie från 1982. Den är den första i en rad av TV-serier från 1980- och 1990-talen som ingick i konceptet Polisen i Strömstad. Serien hade premiär i SVT den 21 januari 1982 och gick i repris våren 1997.
Som förlaga använde man Gösta Unefäldts och Valter Unefäldts roman Polisen som vägrade svara från 1979.

## Handling
Tre män kommer in på SE-bankens kontor i Strömstad. Några minuter senare är banken ockuperad och tre personer tas som gisslan: Bankdirektören, en kamrer och en kassörska. Men polisledningen i Strömstad bemöter rånarnas krav med total tystnad. Alla bankens telefoner kopplas istället till en automatisk telefonsvarare som uppmanar rånarna att ge sig. Polismannen Evald Larsson försöker dock lösa situationen på egen hand.

## Rollista
- Stefan Ljungqvist - Evald Larsson, polisman
- Evert Lindkvist - Nils Gryt, poliskommissarie
- Per Oscarsson - Gustav Jörgensson, polischef
- Alf Nilsson - Bo Kronborg, kriminalkommissarie
- Evabritt Strandberg - kassörskan Erika Johansson
- Lars-Erik Berenett - Erik Stigertz, rånare
- Christina Hellman - polis
- Olle Ljungberg - Fredric Brandt, rånare
- Ove Tjernberg - Gustav Stigertz, rånare
- Irma Erixson - Lisa Mattsson
- Tommy Johnson - Sven Florén
- Rune Turesson - Seved Pallander
- Ingemar Carlehed - Polisman Granath
- Torsten Lilliecrona - Rikspolischefen
- Gerd Hegnell - Jullan, sekreterare
- Sonny Johnson - Blom, polisman
- Mona Andersson - Cilla Jörgensson
- Per Elam - Lagoma Karlsson
- Vibeke Nielsen - Eva Grönhag
- Lena Brogren - Kassör Grönstedt
- Sven Malmberg - Kamrer Ljung
- Karin Nilsson - Monica Jörgensson
- Nora Brockstedt - Kvinna i ett norskt par
- Arne Riis - Man i ett norskt par
- Åke Lagergren - Redaktör Theobald Svensson
- Gun Jönsson - Journalist
- Christina Hellman - Journalist
- Kjell Kraghe - Journalist
- Ingvar Haggren Journalist
- Ulf Qvarsebo - Chefredaktör Johnsén
- Else-Marie Brandt - Fru Svensson, hyresvärd
- Ivan Mörk – Färghandlare Kron
- Rosita Sporre - Kartriterskan
- Larsolof Giertta - Radioreporter, journalist
- Sven Berle - Länspolischef Kyppling
- Hans Gustavsson - Kriminalkommissarie Jensen
- Bernhard Nyström - Klas Jönsson, borrmaskinist

## Avsnittsguide
| Nr i serien | Nr i säsongen | Titel   | Regissör     | Manus                         | Originalvisning  |
| ----------- | ------------- | ------- | ------------ | ----------------------------- | ---------------- |
| 1           | 1             | "Del 1" | Arne Lifmark | Gösta Unefäldt & Arne Lifmark | 21 januari 1982  |
| 2           | 2             | "Del 2" | Arne Lifmark | Gösta Unefäldt & Arne Lifmark | 28 januari 1982  |
| 3           | 3             | "Del 3" | Arne Lifmark | Gösta Unefäldt & Arne Lifmark | 4 februari 1982  |
| 4           | 4             | "Del 4" | Arne Lifmark | Gösta Unefäldt & Arne Lifmark | 11 februari 1982 |

## DVD-utgåva
Serien släpptes på DVD den 19 november 2008.